# Рай (Аризона)
Рай (англ. Rye) — переписна місцевість (CDP) в США, в окрузі Гіла штату Аризона. Населення — 104 особи (2020).

## Географія
Рай розташований за координатами 34°5′52″ пн. ш. 111°21′15″ зх. д. / 34.09778° пн. ш. 111.35417° зх. д. (34.097775, -111.354263).  За даними Бюро перепису населення США в 2010 році переписна місцевість мала площу 1,32 км², уся площа — суходіл.

## Демографія
Згідно з переписом 2010 року, у переписній місцевості мешкало 77 осіб у 41 домогосподарстві у складі 20 родин. Густота населення становила 58 осіб/км².  Було 63 помешкання (48/км²).
Расовий склад населення:
| - 94,8 % — білих - 2,6 % — осіб інших рас |

До двох чи більше рас належало 2,6 %. Частка іспаномовних становила 14,3 % від усіх жителів.
За віковим діапазоном населення розподілялося таким чином: 13,0 % — особи молодші 18 років, 68,8 % — особи у віці 18—64 років, 18,2 % — особи у віці 65 років та старші. Медіана віку мешканця становила 49,8 року. На 100 осіб жіночої статі у переписній місцевості припадало 133,3 чоловіків;  на 100 жінок у віці від 18 років та старших — 116,1 чоловіків також старших 18 років.
Цивільне працевлаштоване населення становило 28 осіб. Основні галузі зайнятості: освіта, охорона здоров'я та соціальна допомога — 100,0 %.